# La Fille flûte et autres fragments de futurs brisés
La Fille flûte et autres fragments de futurs brisés (titre original : Pump Six and Other Stories) est un recueil de nouvelles de science-fiction de l'écrivain américain Paolo Bacigalupi publié en 2008 puis traduit en français et publié en 2014. Ce recueil a reçu le prix Locus du meilleur recueil de nouvelles 2009.

## Contenu
- La Fille-flûte, 2005 ((en) The Fluted Girl, 2003)Préalablement parue dans la revue Fiction no 2
- Peuple de sable et de poussière, 2011 ((en) The People of Sand and Slag, 2004)Préalablement parue dans la revue Fiction no 12 sous le titre Gens du sable et de la poussière
- Du dharma plein les poches, 2014 ((en) Pocketful of Dharma, 1999)
- Le Pasho, 2014 ((en) The Pasho, 2004)
- L'Homme des calories, 2008 ((en) The Calorie Man, 2005)Prix Theodore-Sturgeon 2006 - Préalablement parue dans la revue Fiction no 8 sous le titre Le Calorique
- Le Chasseur de Tamaris, 2014 ((en) The Tamarisk Hunter, 2006)
- Groupe d'intervention, 2007 ((en) Pop Squad, 2006)Préalablement parue dans la revue Fiction no 6
- Le Yellow Card, 2014 ((en) Yellow Card Man, 2006)
- Plus doux encore, 2014 ((en) Softer, 2007)
- La Pompe six, 2012 ((en) Pump Six, 2008)Prix Locus de la meilleure nouvelle longue 2009 - Préalablement parue dans la revue Fiction no 15

## Éditions
- Pump Six and Other Stories, 1er février 2008, Night Shade Books, 239 p.  (ISBN 978-1597801331)
- La Fille flûte et autres fragments de futurs brisés, Au Diable Vauvert, 4 juin 2014, trad. Sara Doke, Julien Bétan, Sébastien Bonnet, Laurent Queyssi et Claire Kreutzberger, 380 p.  (ISBN 978-2846267984)
- La Fille flûte et autres fragments de futurs brisés, J'ai lu, coll. « Science-fiction » no 11232, 14 octobre 2015, trad. Sara Doke, Julien Bétan, Sébastien Bonnet, Laurent Queyssi et Claire Kreutzberger, 409 p.  (ISBN 978-2290032657)

## Réception
La recension francophone est bonne,.